# Höherer Kommandeur der Flakartillerie im Luftkreis VII
Der Höhere Kommandeur der Flakartillerie im Luftkreis VII war eine Dienststelle in Brigadestärke der Luftwaffe in den 1930er Jahren. Die Aufstellung des Brigadestabes erfolgte am 1. Oktober 1935 mit Gefechtsstand in Braunschweig. Einziger Kommandeur war Oberst Dr. phil Eugen Weissmann.
Ihm oblag als höherem Kommandeur die operative Führung der Flakkräfte im Raum Hamburg-Bremen-Niedersachsen-Anhalt. Im Einzelnen unterstanden das
- Flak-Regiment 6 in Hamburg-Altona
- Flak-Regiment 7 in Wolfenbüttel
- Flak-Regiment 26 in Dessau sowie Teile des
- Flak-Regiment 27 in Bremen

Durch Umstrukturierungen in der Führungsstruktur der Luftwaffe wurde die Dienststelle am 30. Juni 1938 aufgelöst. Die unterstellten Flak-Regimenter wurden anderen Brigadestäben zugeordnet.